# Molla Mallory
Anna Margarethe Mallory, Molla Mallory, z domu Bjurstedt (ur. 6 marca 1884 w Mosvik, zm. 22 listopada 1959 w Sztokholmie) – norweska tenisistka, przez małżeństwo obywatelka amerykańska, ośmiokrotna zwyciężczyni mistrzostw USA, medalistka olimpijska, najstarsza zwyciężczyni turnieju wielkoszlemowego w singlu w historii.

## Kariera tenisowa
Była córką oficera. Przez dziesięć lat zdobywała tytuły mistrzyni Norwegii, a na igrzyskach olimpijskich w Sztokholmie w 1912 zdobyła brązowy medal w singlu w turnieju rozgrywanym na kortach na wolnym powietrzu. Sukcesy te nie zapewniły jej jednak rozgłosu światowego i kiedy przeniosła się do USA w 1914, pozostawała stosunkowo mało znaną zawodniczką. Za ocean przybyła w poszukiwaniu pracy jako masażystka, ale spróbowała także swoich sił w halowych mistrzostwach USA. Nierozstawiona, doszła do finału, w którym pokonała obrończynię tytułu Marie Wagner 6:4, 6:4. Turniej ten wygrywała jeszcze cztery razy. Wkrótce wyszła za mąż za Franklina Mallory'ego i przyjęła obywatelstwo amerykańskie.
Jej nazwisko jest związane przede wszystkim z turniejem o mistrzostwo USA, obecnym US Open. Mallory pozostaje rekordzistką tej imprezy pod względem liczby triumfów singlowych – tytuły zdobywała nieprzerwanie w latach 1915-1918 (w tym w 1917 w turnieju noszącym nazwę National Patriotic), potem w latach 1920-1922, a po raz ostatni w 1926. O pierwszym triumfie w 1915 zdecydował finał turnieju pretendentek (All Comers), w którym pokonała Hazel Hotchkiss Wightman w trzech setach (mająca prawo udziału w finale challenge round ubiegłoroczna zwyciężczyni Mary Kendall Browne nie przystąpiła do turnieju). Po ostatni tytuł Mallory sięgnęła w wieku 42 lat, co czyni ją najstarszą triumfatorką turnieju wielkoszlemowego w grze pojedynczej. W finale w 1926 pokonała znaną bardziej z sukcesów deblowych Elizabeth Ryan, mimo iż w decydującym secie przegrywała już 0:4, a potem musiała bronić piłki meczowej przy stanie 6:7.
Molla Mallory była jedyną zawodniczką, która w rywalizacji amatorskiej w USA w 1921 r. zdołała pokonać słynną, ale zmęczoną długą podróżą z Europy, i jak się później okazało chorą na koklusz Suzanne Lenglen. Mallory wygrała pierwszego seta 6-2. Na początku drugiego Lenglen dostała napadu kaszlu i była zmuszona poddać mecz. Lenglen zrewanżowała się rywalce rok później w finale Wimbledonu, w którym oddała Mallory zaledwie dwa gemy. Był to najkrótszy finał na Wimbledonie, trwał 23 minuty. Na swoją korzyść, i to w stosunku 6:0, 6:0, Francuzka rozstrzygnęła także ich pojedynek w Nicei w 1922 r.
W 1924 r. ponownie reprezentowała Norwegię na igrzyskach w Paryżu.
W swoich piętnastu startach w mistrzostwach USA Mallory nie przegrała nigdy wcześniej niż w ćwierćfinale (1927). Poza ośmioma triumfami wystąpiła jeszcze w dwóch meczach o tytuł, przegrywając w 1923 i 1924 z Helen Wills. W swoim ostatnim występie w turnieju w 1929 zaliczyła kolejny półfinał. Była mistrzynią USA także w deblu (dwukrotnie z Eleonorą Sears) i mikście (z Irvingiem Wrightem i dwukrotnie z Williamem Tildenem). Na Wimbledonie, poza finałem w 1922, dwa razy starty kończyła na półfinale. W latach 1915–1928 figurowała w czołowej dziesiątce rankingu amerykańskiego, liderując tej klasyfikacji w 1915, 1916, 1918-1922 oraz 1926. Była także w dziesiątce nieoficjalnego rankingu światowego pisma "Daily Telegraph" w latach 1925-1927.
W 1923 wystąpiła w inauguracyjnej edycji rozgrywek o Puchar Wightman, przyczyniając się do sukcesu Amerykanek. Mniej szczęśliwie grała w kolejnych edycjach tej imprezy – występowała w 1924, 1925, 1927 i 1928, ale większość spotkań wygrywały Brytyjki (jedynie w 1927 trofeum przypadło Amerykankom). W ramach Pucharu Wightman rozegrała m.in. cztery pojedynki z Kitty McKane, uzyskując remisowy bilans. Kontuzja odniesiona w meczu Pucharu Wightman w 1928 r. i związana z nią słabsza dyspozycja przyspieszyły jej decyzję o rezygnacji ze sportu.
Praworęczna Mallory prezentowała odmienny styl od większości współczesnych sobie rywalek. Dominowała wówczas tendencja do gry ofensywnej, z częstymi atakami wolejowymi. Mallory pozostawała konsekwentnie na linii końcowej, całą grę opierając na potężnym forhendzie – bekhend grała defensywnie, a jej serwis zaliczano do najsłabszych w kobiecym tenisie. Trenowała bardzo rzadko, ograniczając się do występów turniejowych, ale zawsze prezentowała na korcie wielką determinację i wolę zwycięstwa. Podobno uważała, że kobieta nie jest w stanie wytrzymać długiego meczu grając stylem "serwis-wolej".
Na rok przed śmiercią została uhonorowana miejscem w Międzynarodowej Tenisowej Galerii Sławy.

## Statystyki turniejowe

### Osiągnięcia w najważniejszych turniejach
- Wimbledon
  - gra pojedyncza – finał 1922
- mistrzostwa USA
  - gra pojedyncza – wygrane 1915, 1916, 1917 (National Patriotic), 1918, 1920, 1921, 1922, 1926, finały 1923, 1924
  - gra podwójna – wygrane 1916, 1917 (National Patriotic, oba z Eleonorą Sears), finały 1918 (z Jogge), 1922 (z Edith Sigourney)
  - gra mieszana – wygrane 1917 (z Irvingiem Wrightem), 1922, 1923 (obie z Williamem Tildenem), finały 1915 (z Irvingiem Wrightem), 1918 (z Fredem Alexandrem), 1920 (z Craigiem Biddle), 1921, 1924 (oba z Williamme Tildenem)
- igrzyska olimpijskie w Sztokholmie 1912
  - gra pojedyncza, korty otwarte – 3. miejsce
- Puchar Wightman
  - wygrane 1923, 1927

### Finały singlowe w najważniejszych turniejach
- mistrzostwa USA 1915 – 4:6, 6:2, 6:0 z Hazel Hotchkiss Wightman (All Comers)
- mistrzostwa USA 1916 – 6:0, 6:1 z Louise Hammond Raymond
- mistrzostwa USA 1917 (National Patriotic) – 4:6, 6:0, 6:2 z Marion Vanderhoef
- mistrzostwa USA 1918 – 6:4, 6:3 z Eleanor Goss
- mistrzostwa USA 1920 – 6:3, 6:1 z Marion Zinderstein
- mistrzostwa USA 1921 – 4:6, 6:4, 6:2 z Mary Kendall Browne
- Wimbledon 1922 – 2:6, 0:6 z Suzanne Lenglen
- mistrzostwa USA 1922 – 6:3, 6:1 z Helen Wills
- mistrzostwa USA 1923 – 2:6, 1:6 z Helen Wills
- mistrzostwa USA 1924 – 1:6, 3:6 z Helen Wills
- mistrzostwa USA 1926 – 4:6, 6:4, 9:7 z Elizabeth Ryan